# 구문문법
구문문법(Construction Grammar, CxG)이라는 용어는 여러 문법 이론과 모형을 포괄하는 명칭이다. 이들 문법 모형들은 문법에서 구문(문법적 구성)을 핵심적인 단위로 보며, 통사 원자와 원자를 결합하는 규칙은 상대적으로 덜 중시한다는 공통점이 있다. 이들 모형 안에서 문법은 구문의 유형의 집합에 대한 분류론으로 규정된다.
구문문법은 인지언어학과 협력하는 일이 많은데, 이는 한편으로는 구문문법가들이 인지언어학자를 겸하는 경우가 많기 때문이며, 다른 한편으로는 구문문법과 인지언어학 사이에 이론적, 철학적 공통점이 많기 때문이다.

## 역사
역사적으로 구문문법의 개념은 문법을 제약 충족의 체계로 바라보았던 생성의미론의 "전국규칙"과 "변형도출규칙"에서 탄생하였다.
1970년대 후반에 인지의미론이 발달하면서 구문문법도 빠른 속도로 발전하였다. 조지 레이코프의 언어 게슈탈트 이론(1977)은 구문문법의 초기 버전이라고 할 수 있는데, 여기서는 전체 구성의 의미는 부분의 의미의 합이라는 생각을 부정하고, 구문 그 자체가 스스로 의미를 가지고 있다고 주장하였다.
1980년대에 찰스 필모어, 폴 케이, 조지 레이코프 등의 언어학자들이 구문문법을 발전시켰다. 이 시기의 구문문법은 생성문법이 충분히 다루지 못하는 사례들을 커버하는 것을 목표로 삼았다.
구문문법의 초기 연구 성과 중 하나는 "There 구문"에 대한 것이다. 조지 레이코프는 이 구문에 대하여 전체의 의미가 부분의 의미의 합으로 도출되지 않는다는 것을 지적하고, There 구문의 독특한 문법적 속성은 구문의 화용적 기능 때문에 나타나는 것이라고 주장하였다. 또한 주요 구문의 변이형들은 주요 구문의 형식-의미쌍의 확장으로 이해될 수 있다고 하였다.
구문문법의 특성을 보여주는 또 하나의 고전적인 예는 "Let Alone"에 대한 연구이다. "There 구문"과 "Let Alone"에 대한 연구 이후로 인지언어학자들은 구문문법의 연구에 박차를 가하게 되었다.

## 구문문법에서의 문법적 구문
구문문법은 기호학과 마찬가지로 문법적 구문을 형식과 내용이 짝지어진 것으로 바라본다. 구문의 형식적 측면은 통사론적 측면(통사적 형판) 및 음운론적 측면(운율과 억양)과 관계된다. 구문의 내용적 측면은 의미론적 의미와 화용론적 의미에 관계된다.
문법적 구문의 의미론적 의미는 인지의미론에서 상정하고 있는 개념구조 - 영상도식, 틀, 개념적 은유, 개념적 환유, 원형이론, 정신공간, 혼성 등 - 로부터 도출된다. 이 체계에서 화용론은 의사소통의 인지의미론으로 간주된다. 이는 로스-레이코프의 수행가설의 현대적 버전이라고 할 수 있다.
형식과 의미는 상징적으로 연결되어 있다.
구문은 여러 모듈들의 합작에 의해 도출되는 구조물이 아니라 그 자체로 안에 여러 통합적 부속들을 포함하고 있는 하나의 기호로 간주된다. 구문문법에서는 구문뿐만 아니라 논항 구조 도식과 같은 보다 추상적인 구조물도 어휘적으로 고정된, 형식과 관습적 의미의 짝으로 본다. 예를 들어 세 자리 타동사 도식 [S V IO DO]는 그 자체로 'X가 Y로 하여금 Z를 가지게 한다'는 의미내용을 표현한다.
구문문법에서 문법적 구문은 내부 구조의 복잡성과는 상관없이 형식과 의미의 짝으로 간주된다. 단어 역시 구문의 일종이다. 실상 구문문법가들은 형식과 의미의 짝이라면 모두 구문이라고 주장하기 때문에, 구, 관용어, 단어, 형태소 등이 모두 구문으로 간주된다.

## 통사-어휘 연속체
구문문법은 통사부와 어휘부의 엄격한 구별을 거부하며 양자를 통사-어휘 연속체로 바라본다. 단어와 복잡한 구문은 둘 다 형식과 의미의 짝이라는 점에서 동일하며, 내적 상징적 복잡성에서 차이가 있을 뿐이다. 이들은 통사현상과 어휘현상에 엄격한 구별을 두지 않고 여러 현상들이 규칙성의 연속체 위에 있는 것으로 본다. 즉 규칙적인 것에서 자의적인 것의 순서로 부문을 나열한다면 통사>하위범주화 틀>관용어>형태>통사 범주>단어가 된다. (이는 전통적인 용어를 사용하여 예를 든 것이다. 구문문법에서는 다른 용어를 사용한다.)

## 구문의 저장소로서의 문법
구문문법에서 문법은 구문 유형들의 분류론적 연결망으로 간주되며, 이는 인지언어학에서 말하는 개념 범주의 분류론적 연결망과 동일한 원리를 따른다.
정보들이 어떻게 저장되는가에 대해서는 몇 가지 가설이 있다.
- 완전 등재 모형(Full-entry model)

완전 등재 모형에서 정보는 모든 연관된 분류 층위에 중복되어 등재된다. 이 모형에서 일반화는 거의 일어나지 않는다.
- 사용 기반 모형(Usage-based model)

사용 기반 모형은 귀납적 학습 - 언어 지식은 사용(use)을 통해 상향적으로 습득된다는 이론 - 에 이론적 바탕을 두고 있다. 이 모형에서는 중복 등재와 일반화를 모두 허용한다. 사용 경험이 반복되어 발생하면 일반화가 일어날 수 있는 것이다.
- 기본 전수 모형(Default inheritance model)

기본 전수 모형은 각각의 연결망이 기본적이고 핵심적인 형식-의미 쌍의 자질을 전수받는다고 본다. 이 모형에서는 매우 높은 정도의 일반화가 발생하지만, 중복성을 일부 허용한다.
- 완전 전수 모형(Complete inheritance model)

완전 전수 모형에서 정보는 연결망의 최상위 층위에 단 한번 등재되며, 다른 층위는 모두 그 자질을 전수받는다고 본다. 완전 전수 모형은 중복성을 허용하지 않는다.

### 사용 기반 모형으로의 통합
상기 네 모형은 각각 여러 구문문법가들이 옹호해 왔으나, 1990년대 후반에 접어들며 사용 기반 모형으로의 이론적 합의가 이루어졌다. 사용 기반 모형으로의 통합은 말뭉치 언어학의 발전에 힘입은 바 크다.

## 동의성과 단의성
구문문법은 형판과 분류론에 기반을 두고 있으며, 역동적인 도출 규칙을 사용하지 않는다.
구문문법은 기저 구조에서 표면 구조로의 도출과 같은 개념을 사용하지 않기 때문에, 구조적 다의성 등의 개념을 거부하며 동의어 부재의 원리 개념을 사용한다.
예를 들면, 동일한 명제내용의 능동태와 피동태는 하나의 기저 구조에서 도출되는 것이 아니라 처음부터 두 개의 서로 다른 구문이다. 구문이 형식과 의미의 짝이기 때문에 동일한 명제내용의 능동태와 피동태는 의미가 같지 않다. 능동태와 피동태는 서로 다른 내용을 - 화용론적 내용을 - 전달한다.

## 구문문법의 학설들
구문문법은 하나의 통일된 이론 체계가 아니라 여러 유사한 이론의 총칭이다. 구문문법으로 분류되는 학설들은 다음과 같다.

### 버클리 구문문법(Berkely Construction Grammar)
버클리 구문문법은 찰스 필모어, 폴 케이, 로라 미셸리스 등이 발전시켜온 전통적인 구문문법이다. 이 학파에서는 형식주의 통사론과 흡사하게 구문의 형식적 측면을 중시하여, 문법 기술의 통합 기반 모형을 도입한다. 버클리 구문문법은 이반 사그 등에 의해 핵중심구구조문법과 통합된 기호 기반 구문문법(Sign-based Construction Grammar) 이론으로 계승되었다.

### 골드버그/레이코프 구문문법(Goldbergian/Lakovian construction grammar)
이 구문문법은 아델 골드버그와 조지 레이코프가 발전시킨 문법 이론으로, 구문의 외적 관계와 구문적 연결망의 구조에 주목한다. 이 문법 연구에서는 실험 및 인지심리학 연구와의 정합성을 중시하며, 인지언어학의 방법론도 사용한다.

### 인지문법(Cognitive Grammar)
로널드 래내커의 인지문법 역시 구문문법의 일종으로 간주되는 경우가 있다. 인지문법은 구문의 의미론적 내용을 주로 다루며, 개념의미론이 형식에 그대로 반영되거나 적어도 내용이 형식에 영향을 준다는 주장을 그 골자로 한다. 또한 품사와 같은 추상적 문법 단위는 의미론적 동기의 산물이며 개념화를 포함하고 있다고 주장한다.

### 급진적 구문문법(Radical Construction Grammar)
윌리엄 크로프트의 급진적 구문문법(RCG)은 유형론적 목적을 달성하고 범언어적 요소들을 고려에 넣기 위해 고안되었다. 이 구문문법에서는 주로 구문의 내적 구조에 관심을 기울인다. 급진적 구문문법은 환원주의를 거부하며 구문이 부분들로부터 도출되는 것이 아니라 거꾸로 구문으로부터 그 부분들이 도출되는 것이라고 주장한다. 급진적 구문문법에서 구문이란 게슈탈트와 유사한 것이다. 급진적 구문문법은 통사 범주, 통사적 역할, 통사적 관계가 언어 보편적이라는 주장에 반대하고, 이러한 범주들이 언어 특정적일 뿐만 아니라 구문 특정적이기도 하다고 주장한다. 언어에서 발견할 수 있는 유일한 공통점은 의미를 형식으로 사상한다는 것 뿐이다. 급진적 구문문법은 통사적 관계를 의미적 관계로 깔끔하게 대체할 수 있다고 보지 않는다. 골드버그/레이코프 구문문법이나 인지문법과 마찬가지로 급진적 구문문법도 인지언어학과 밀접한 관계가 있다고 본다. 또한 이들은 인지문법이 그러하듯 형식이 의미론적 동기의 산물이라고 본다.

### 신체화된 구문문법(Embodied Construction Grammar)
신체화된 구문문법(ECG)은 구문의 의미내용과 신체 및 감각운동 경험의 관계를 중시하는 이론이다. 신체화된 구문문법의 중심 주장은 모든 언어적 기호의 내용은 심적 시뮬레이션이며 영상도식에 전적으로 의존하고 있다는 것이다. 신체화된 구문문법은 캘리포니아 대학교 버클리의 언어의 신경이론 그룹(NTL Group)과 벤자민 버겐, 낸시 창 등이 연구를 주도해 오고 있다.

### 유동적 구문문법(Fluid Construction Grammar)
유동적 구문문법(FCG)은 창발문법의 개념을 원용하여 진화언어학 연구를 위해 개발된 문법 모형이다. 유동적 구문문법은 컴퓨터 언어처리를 중시하여 파싱과 산출을 행하는 단일한 기제를 만들어 내고자 한다. 이 문법은 자질구조나 통합 기반 언어처리 등 현대 전산언어학의 개념을 적극 받아들였다. 구문은 파싱과 산출에 모두 사용되는 양방향적 존재로 이해된다. 산출은 부분적으로 비문법적이거나 미완성된 문장도 포괄할 수 있는 유연한 과정이다. 유동적 구문문법이 '유동적'인 이유는 이들이 언어 사용자가 지속적으로 문법을 변화시킨다는 것을 인정하기 때문이다. 유동적 구문문법은 Sony CSL Paris와 브뤼셀 브리예 대학교의 AI 연구소에서 연구가 이루어지고 있다.

### 그 밖에
상기 문법 모형 외에도 많은 문법가들이 특별한 이론 명칭 없이 구문문법의 사상에 기초한 연구를 수행하고 있다. 특히 언어의 통시적 연구 및 화용론 연구, 언어습득 연구 등에서 구문문법 및 사용 기반 모형의 영향이 확대되고 있다.

## 참고 문헌
1. ↑  Lakoff, G. (1974). "Syntactic amalgams" Papers from the 10
th
Meeting of the Chicago linguistic
society.
2. ↑  Lakoff, G. (1977). "Linguistic Gestalts" In Papers from the Thirteenth Regional Meeting of the Chicago Linguistics Society.
3. ↑  Lakoff, George (1987). 《Women, Fire, and Dangerous Things: What Categories Reveal about the Mind》. Chicago: University of Chicago Press.
4. ↑  Fillmore, Charles, Paul Kay and Catherine O'Connor (1988). "Regularity and Idiomaticity in Grammatical Constructions: The Case of let alone." Language 64: 501–38.

- Bergen, Benjamin and Nancy Chang. Embodied Construction Grammar in Simulation-Based Language Understanding. In press. J.-O. Östman and M. Fried (eds.). Construction Grammar(s): Cognitive and Cross-Language Dimensions. Johns Benjamins.
- Croft, William A. (2001). Radical Construction Grammar: Syntactic Theory in Typological Perspective. Oxford: Oxford University Press.
- Croft, William A. and D. Alan Cruse (2004). Cognitive Linguistics. Cambridge: Cambridge University Press.
- Feldman, Jerome A. (2006). From Molecule to Metaphor: A Neural Theory of Language . Cambridge : MIT Press.
- Fillmore, Charles, Paul Kay and Catherine O'Connor (1988). Regularity and Idiomaticity in Grammatical Constructions: The Case of let alone. Language 64: 501–38.
- Goldberg, Adele. (1995) Constructions: A Construction Grammar Approach to Argument Structure. Chicago: University of Chicago Press.
- Goldberg, Adele (2006). Constructions at Work: The Nature of Generalization in Language. Oxford: Oxford University Press.
- Lakoff, George (1987). Women, Fire, and Dangerous Things: What Categories Reveal about the Mind. Chicago: CSLI.
- Langacker, Ronald (1987, 1991). Foundations of Cognitive Grammar. 2 vols. Stanford: Stanford University Press.
- Michaelis, Laura A. and Knud Lambrecht (1996). Toward a Construction-Based Model of Language Function: The Case of Nominal Extraposition. Language 72: 215–247.
- Michaelis, Laura A. and Josef Ruppenhofer (2001). Beyond Alternations: A Construction-Based Account of the Applicative Construction in German. Stanford: CSLI Publications.
- Michaelis, Laura A. (2004). Type Shifting in Construction Grammar: An Integrated Approach to Aspectual Coercion. Cognitive Linguistics 15: 1–67.
- De Beule Joachim and Steels Luc (2005). Hierarchy in Fluid Construction Grammar. Lecture Notes in Artificial Intelligence (LNCS/LNAI) 3698 (2005) pages 1–15). Berlin: Springer.
- Steels, Luc and De Beule, Joachim (2006). Unify and merge in fluid construction grammars. In: Vogt, P., Sugita, Y., Tuci, E. and Nehaniv, C., editors, Symbol Grounding and Beyond: Proceedings of the Third International Workshop on the Emergence and Evolution of Linguistic Communication, EELC 2006, Rome, Italy, September 30–October 1, 2006, Lecture Notes in Computer Science (LNCS/LNAI) Vol. 4211, Berlin. Springer-Verlag. pp. 197–223.